# Comté de Wayne (Pennsylvanie)
Pour les articles homonymes, voir Comté de Wayne.
Le comté de Wayne est un comté américain de l'État de Pennsylvanie. Au recensement de 2020, le comté comptait 51 155 habitants. Il a été créé le 21 mars 1798 et tire son nom d'Anthony Wayne, un général de la Guerre d'indépendance. Le siège du comté se situe à Honesdale.

## Démographie
| Groupe            | Comté de Wayne | Pennsylvanie | États-Unis |
| ----------------- | -------------- | ------------ | ---------- |
| Blancs            | 87,6           | 73,5         | 58         |
| Latino-Américains | 4,6            | 8,1          | 19         |
| Afro-Américains   | 3,2            | 10,5         | 12,1       |
| Asiatiques        | 0,8            | 3,4          | 6,2        |
| Métis             | 3,3            | 3,3          | 4,1        |
| Autres            | 0,3            | 0,4          | 0,5        |
| Amérindiens       | 0,1            | 0,1          | 0,9        |
| Océano-américains | 0              | 0,02         | 0,2        |
| Total             | 100            | 100          | 100        |

## Divisions

### Boroughs
| - Bethany - Hawley - Honesdale | - Prompton - Starrucca - Waymart |

### Townships
| - Berlin Township - Buckingham Township - Canaan Township - Cherry Ridge Township - Clinton Township - Damascus Township - Dreher Township | - Dyberry Township - Lake Township - Lebanon Township - Lehigh Township - Manchester Township - Mount Pleasant Township - Oregon Township - Palmyra Township | - Paupack Township - Preston Township - Salem Township - Scott Township - South Canaan Township - Sterling Township - Texas Township |

### Census-designated places
- Big Bass Lake
- Gouldsboro
- Pocono Springs
- The Hideout
- Wallenpaupack Lake Estates
- White Mills